# Wälder südwestlich Betzenstein
Wälder südwestlich Betzenstein este o arie protejată (arie specială de conservare — SAC, sit de importanță comunitară — SCI) din Germania întinsă pe o suprafață de 61,8 ha, integral pe uscat.

## Localizare
Centrul sitului Wälder südwestlich Betzenstein este situat la coordonatele 49°39′02″N 11°24′17″E / 49.6506°N 11.4047°E.

## Înființare
Situl Wälder südwestlich Betzenstein a fost declarat sit de importanță comunitară în noiembrie 2004 pentru a proteja 1 specie de plante. Situl a fost protejat și ca arie specială de conservare în aprilie 2016.

## Biodiversitate
Situată în ecoregiunea continentală, aria protejată conține 2 habitate naturale: Păduri de fag Asperulo-Fagetum, Păduri de fag din Europa Centrală dezvoltate pe sol calcaros cu Cephalanthero-Fagion.
La baza desemnării sitului se află o specie protejată de  plante: papucul doamnei (Cypripedium calceolus).